# Kilian Ignaz Dientzenhofer
Kilian Ignaz Dientzenhofer (csehül: Kilián Ignác Dientzenhofer) (Prága, 1689. szeptember 1. – Prága, 1751. december 18.) bajor származású, nagyobbrészt Csehországban, dinamikus barokk stílusban alkotott építész és építőmester, a jeles bajor Dientzenhofer építészcsalád leghíresebb tagja, Christoph Dientzenhofer építészmester fia. Apjával ketten alapvetően határozták meg Prága városközpontjának máig átöröklött, barokkos arculatát.

## Élete

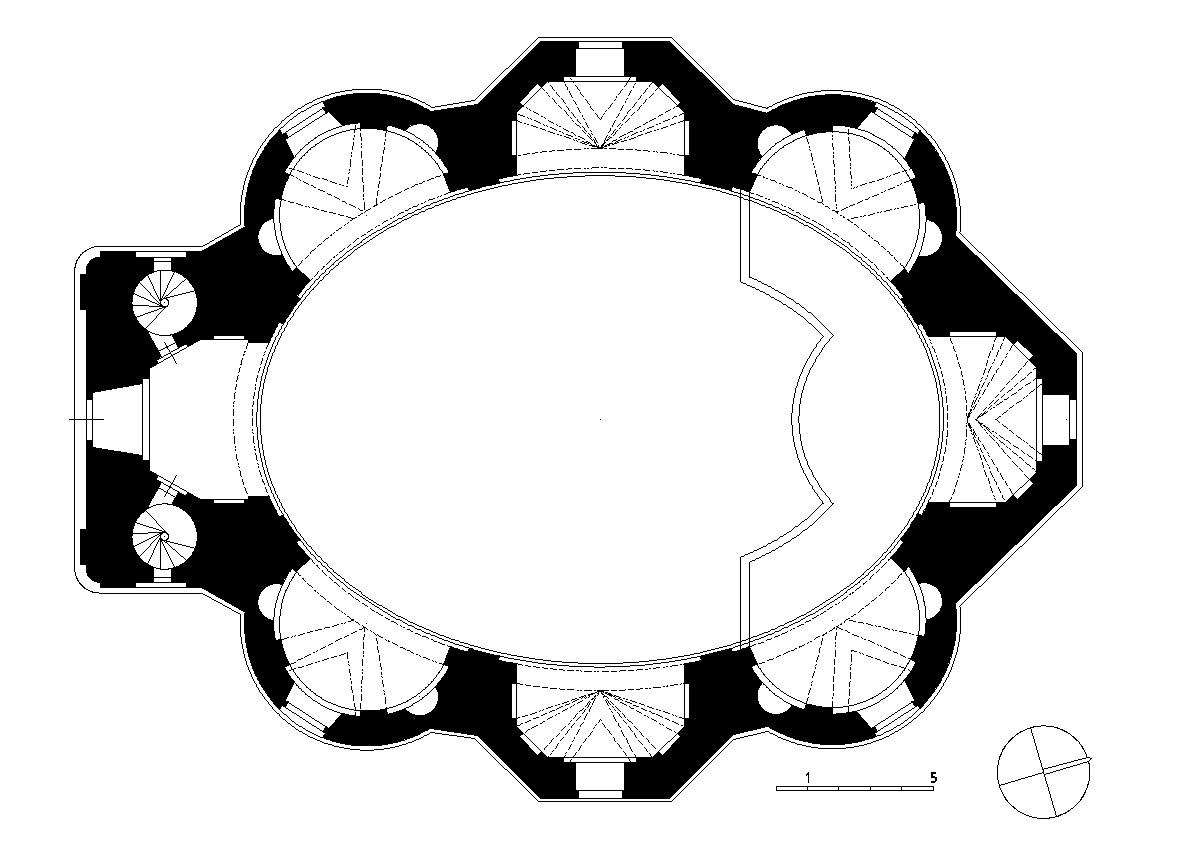
Az otovicei Szent Barbara-templom alaprajza

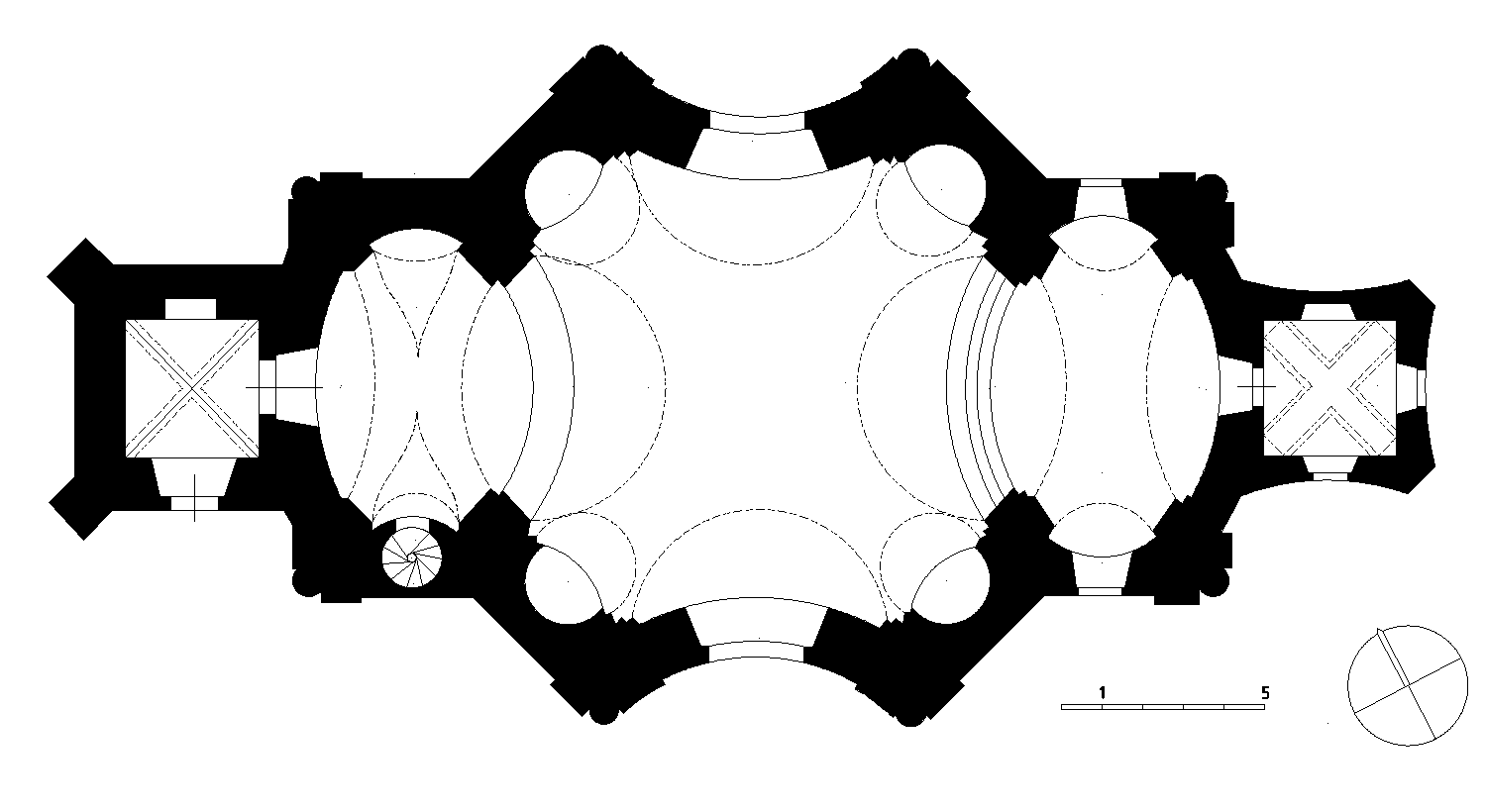
A Počáply-ban álló Szent Béla-templom alaprajza

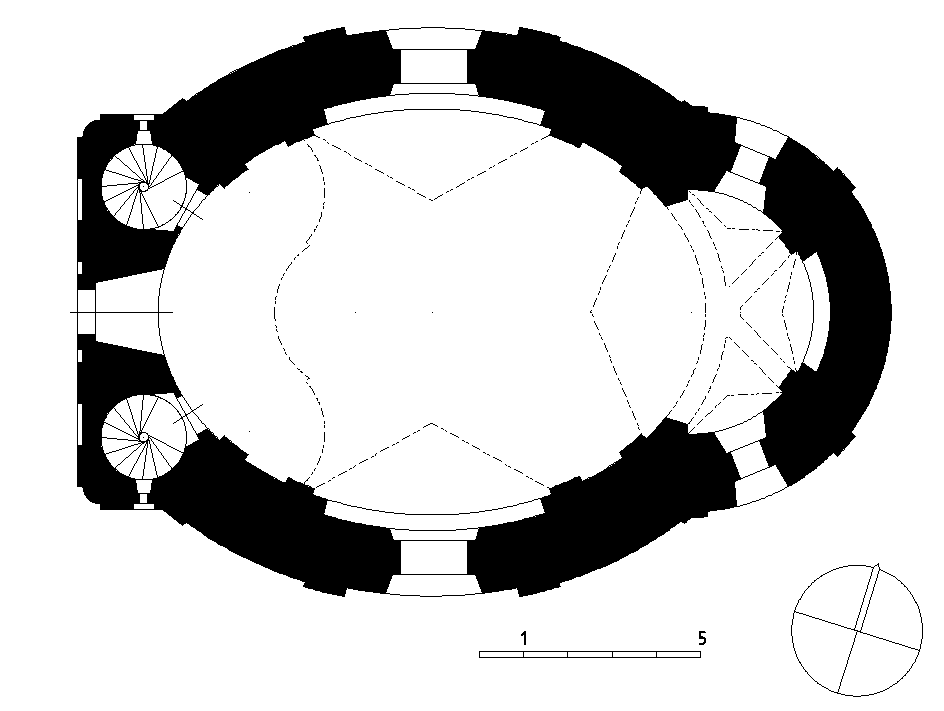
A Velenkában álló Szent Péter-templom alaprajza

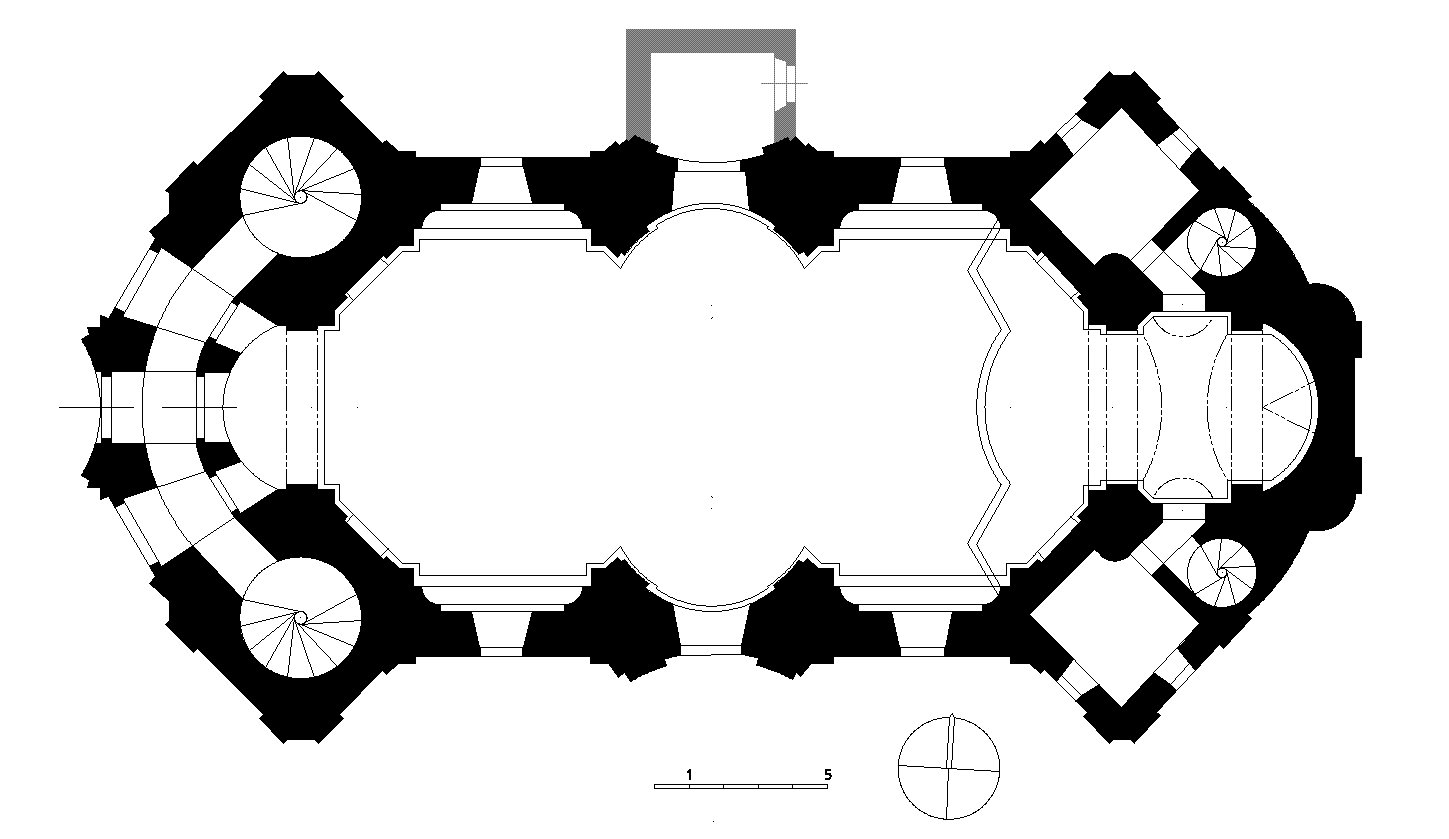
A Šonovban álló Szent Margit-templom alaprajza

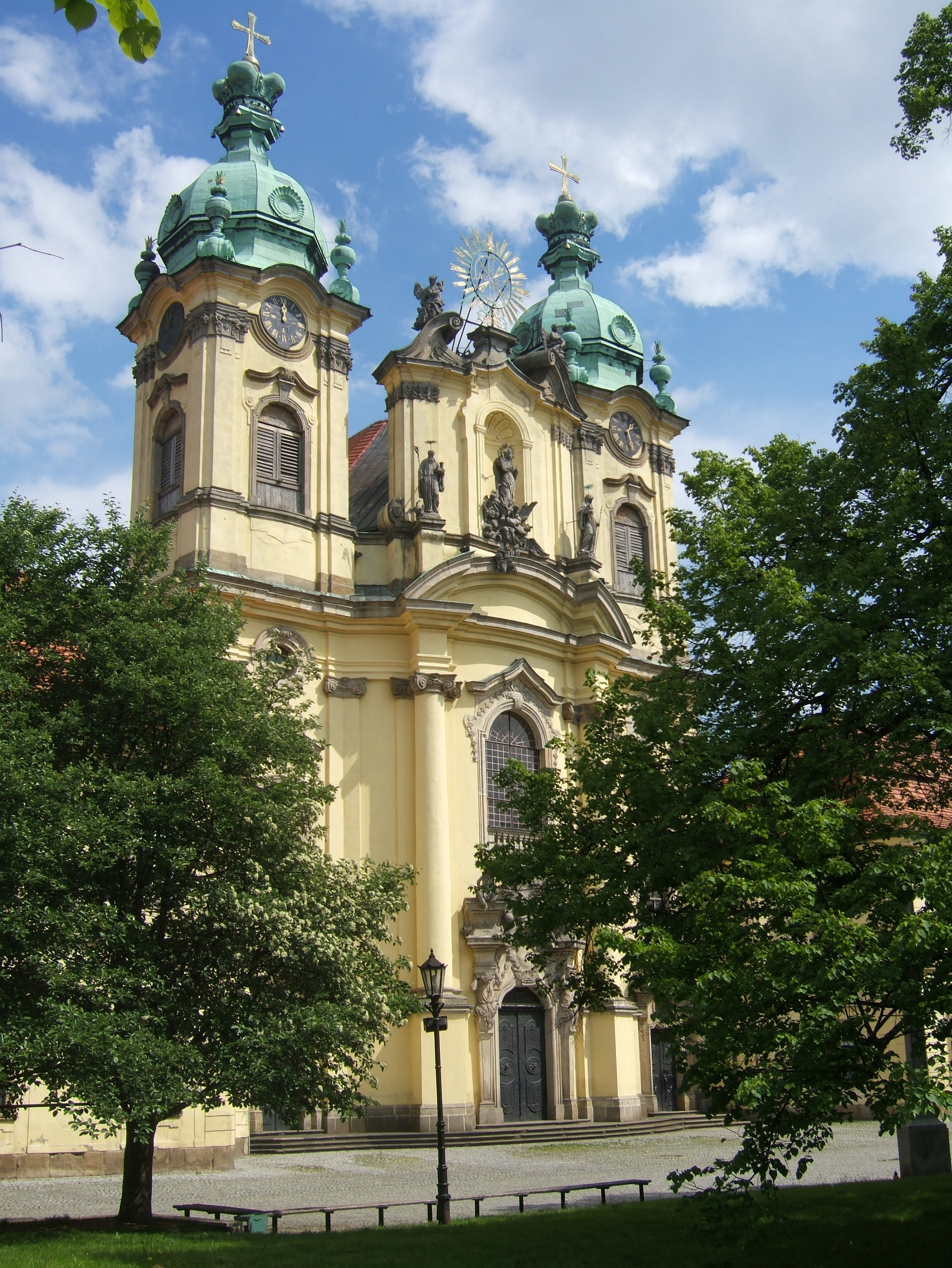
A Szent Hedvig-templom Legnickie Polében

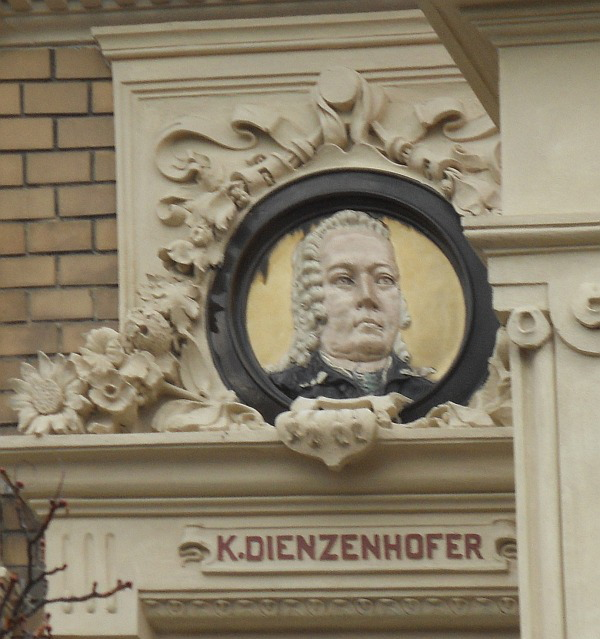
Portréja Plzenben, a Béke tér 3. ház falán

Az építész szakmát Itáliában, majd Bécsben tanulta ki — ez utóbbi helyen mestere valószínűleg Johann Lukas von Hildebrandt volt (MNL). Első komolyabb munkájaként a bécsi Maria Treu piarista templom tervezésében segédkezett (Kelényi).
Felnőtt korában tanítványokkal és beosztottakkal komplett építészműhelyt (iskolát) szervezett, és ebből távoli megrendelőknek is küldtek terveket. Egy ideig többé-kevésbé általános vélemény volt, hogy így készülhettek  az egri minorita templom és az ugyancsak egri trinitárius templom tervei is, de ezt az elképzelést az újabb kutatók (Kelényi) legalábbis a minorita templom esetében cáfolják.

## Munkássága
Főleg templomokat épített. Ifjú korában stílusára erősen hatottak Francesco Borromini, Camillo-Guarino Guarini — és az ezeket az olasz elődöket követő apja — egymásba hatoló elliptikus alapokat bonyolult, addig szokatlan boltozatokkal lefedő megoldásai. Az ebben a korszakában készült épületei alapvetően centrális jellegűek; jellemzőek rájuk a szférikus boltozatok. Az 1750-es évektől visszatért a hosszhajós elrendezésekre és a hagyományos, de égbetörő boltozattípusokhoz (Művlex).
Munkássága rendkívül erősen hatott az utána következő évszázad építészetére — főleg azzal, hogy az addigra módfelett megvastagodott tartófalakat a teherelosztás ügyes változtatásaival jelentősen el tudta vékonyítani, amitől épületei könnyedebbé, légiesebbé váltak. Újszerű tér- és formaképző megoldásai példamutatókká váltak (Művlex).

### Fontosabb művei
Prágába visszatérve első nagyobb, önálló munkája a Villa America (1717–1720) volt (MNL). Apja nem sokkal ezután elhunyt, úgyhogy a következő években Kilian jobbára az ő hátramaradt megrendeléseit fejezte be.
- Prágában a „sziklán álló” Nepomuki Szent János-templom (Sv. Jana na skalce, 1730–1739)
- a prágai Kisoldalban álló Szent Miklós-templom befejezése (1737–1753; ezt még apja kezdte el),
- a prágai Kisoldalban álló Szent Tamás-templom homlokzata,
- a Hradzsinban álló Loretói Szűz Mária-templom befejezése (ezt is apja kezdte el),
- Szent Bertalan-templom (Prága),
- a  prágai Óváros téren álló Szent Miklós-templom (1732–1736, legismertebb munkája),

- Bizonytalan adatok szerint Jan Kryštof Spannbrucker 1730-ban rendelte meg Paul Ignaz Bayertól ’’(Pavel Ignác Bayer)’’ az egykori Zderazban (ma Prága  Újvárosának része) a ’’’Borromei Szent Károly-templom’’ (ma: Szent Cirill és Metód katedrális) felépítését. Bayer azonban még abban az évben meghalt, és munkáját Dientzenhofer vehette át.[2]
- Kinský-palota (Goltz–Kinský-palota) — ugyancsak a prágai Óváros téren — ezt Dientzenhofer halála után és tervei alapján Anselmo Lurago építette fel.
- Mária Magdolna-templom Karlovy Vary-ban (1733–1736; ezt tartják fő művének),
- a kladnói Szent Flórián-templom (1746–1748) második alkotó korszakának egyik legjelentősebb épülete (MNL).

Az általa tervezett homlokzatok közül a legszebbnek a Borromei Szent Károlynak szentelt prágai Borromei-templomét (1730–1736) tartják — ez a kegyes nővérek kolostorának temploma.